# Walenty Kochelski
Walenty Kochelski (ur. ok. 1743, zm. 5 maja 1815 w Wieluniu) – prezydent Wielunia w latach 1789–1792.
20 lipca 1771 ożenił się z wdową Barbarą z Dobrowolskich Wojciechowską (zm. 1796). W 1773, kiedy przyjmował prawo miejskie, odnotowano, iż pochodził z województwa krakowskiego. Był plenipotentem mieszczan województwa sieradzkiego i ziemi wieluńskiej na Sejm Czteroletni. Wziął udział w czarnej procesji miast królewskich oraz podpisał Akt Zjednoczenia Miast, w listopadzie 1789 roku.
Imię Walentego Kochelskiego nosi jedna z ulic w Wieluniu, na osiedlu Błonie.